# ラーム・モーハン・ローイ

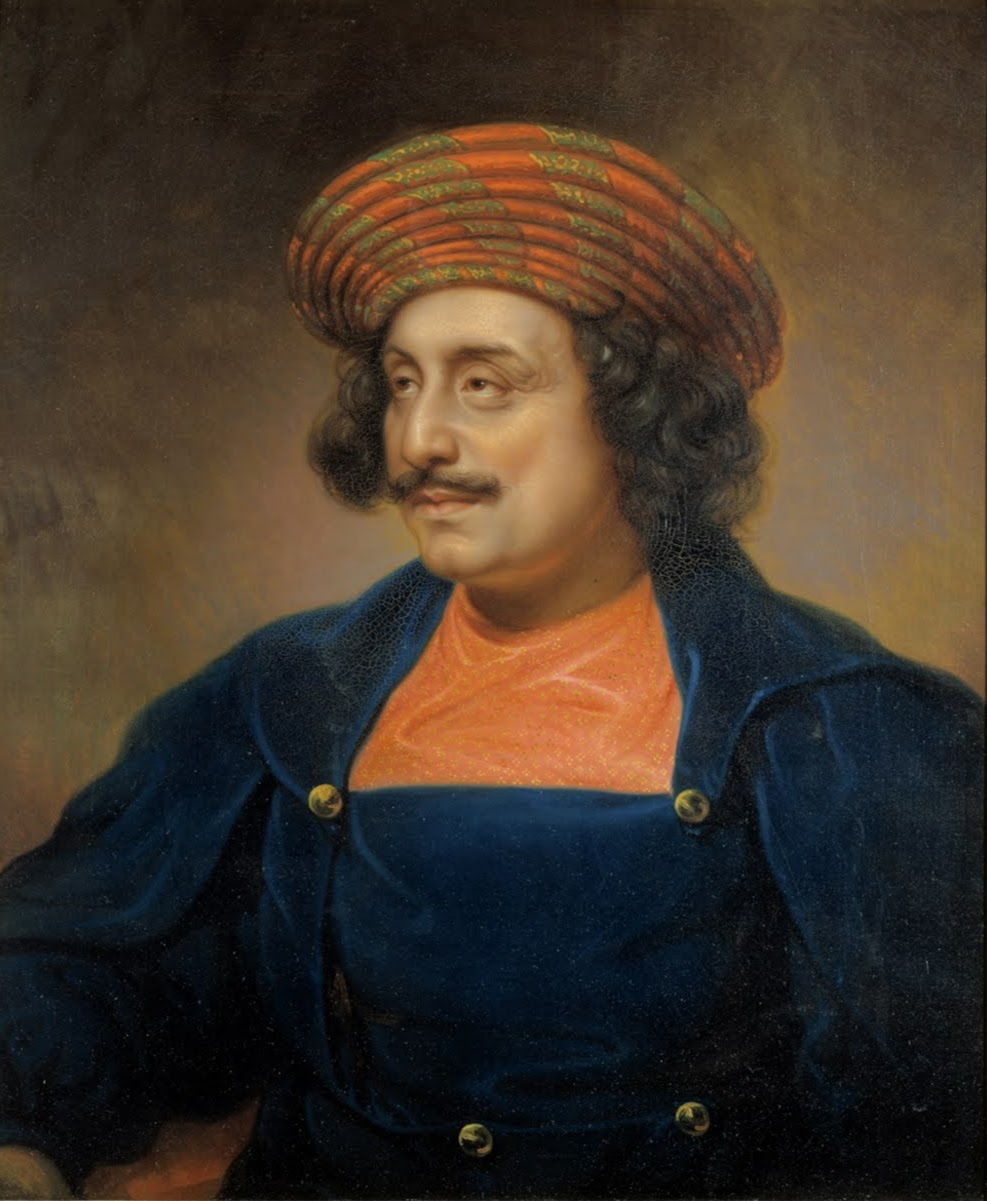
ラーム・モーハン・ローイ

ラーム・モーハン・ローイ（Ram Mohan Roy, ベンガル語：রামমোহন রায়; 1772年5月22日 - 1833年9月27日）は、インドのヒンドゥー思想家、社会活動家。寡婦が夫に殉じて焼身自殺する習慣サティーの禁止に大きく貢献した。インド最初の近代人、「近代インドの父」とされ、近代インド思想およびインドの近代化への影響は大きい。西欧的な合理主義に基づいてインドの近代化とヒンドゥー教の復興・改革を目指し、ヒンドゥー教改革運動、ベンガル・ルネッサンスの端緒となった。

## 略歴
ベンガル地方のブルドワン群ラードハーナガル村のバラモンの家系に、小地主ラーム・カーンタ・ローイとターリニーの子として生まれた。両親はともに宗教に熱心な人だった。村ではベンガル語と当時の官用語のペルシャ語を学び、幼少期にパトナに出て、官吏になるという目的で、イスラムの勉強、ペルシャ語、アラビア語を学んだ。イスラム神秘主義スーフィズムを学んでその影響を強く受け、ヒンドゥー教の偶像崇拝を疑問に思うようになる。16か17歳の時にペルシャ語でヒンドゥー教の偶像崇拝を非難するパンフレットを書いて父の怒りを買い、家を出た。4年各地を巡って、チベットでラマからチベット仏教を学び、ベナレスに出てサンスクリット語とヒンドゥー文献の研究をした。1796年には22歳で英語の勉強を始めている。
30歳の時に、ペルシャ語で『一神教徒への贈物』（Tuhfat-ul-Muwahhidin）という、偶像崇拝やすべての宗教の迷信に反対する本を書き、「普遍的宗教は神の帰一に基礎づけられる」とした。同年イギリス東インド会社の財務部で官吏になって働き、その後ある未成年者の財産管理を引き受けていた。この頃が活動の準備期間に当たり、ヴェーダーンタ、タントラ、ジャイナ教を研究して人々と議論し、英語を通して海外を知ることでその優れた点を思い知るようになり、イギリス文学・文化、その背景であるキリスト教を学んだ。1815年に、財産管理をしていた人物が成人した時に退職し、カルカッタに住んだ。ヴェーダーンタのテキストを英訳出版し、宗教的社会改革を扇動し、ヒンドゥー教を守るためにキリスト教の布教に反対した。
1828年、宗教教育または自らの宗教的信念の普及のためにブラフモ・サマージ（当初の名称はBrahmo Sabha）を立ち上げた（1830年に公式に発足）。ブラフモ・サマージは、ウパニシャッドの一元論的教義に基づいており、正統派ヒンドゥー教徒と対立した。正統派の信徒には、ベンガル語で書かれたウパニシャッドは、ローイが自身の立場を強くするために書いたものだと主張する人もいた。
1830年、デリーのムガル皇帝アクバル2世の使節として、ムガル皇帝の処遇の改善（手当（年金）値上げの要求）、イギリスのインド統治による政治問題の研究のために渡英し、処遇改善に関する要求の目的を果たし、フランスに渡ったが、イギリスに戻った際に、1833年にブリストルで客死した。
ブラフモ・サマージの活動は、ローイの死後10年たって入会したデヴェンドラナート・タゴール（詩聖ラビンドラナート・タゴールの父）に引き継がれた。彼の信念はローイとは異なる面があり、インドにはヒンドゥー教だけでよいとしてキリスト教を排している。タゴールの元でベンガル人の入会者は増え、ブラフモ・サマージは隆盛した。ブラフモ・サマージは、19世紀から20世紀のインドの宗教運動の先駆として、アーリヤ・サマージなどの多くの宗教団体に影響を与えた。

## 宗教思想
ローイは、ベンガル語、サンスクリット語、アラビア語、ペルシャ語、ヘブライ語、ギリシャ語、ラテン語、英語に通じており、世界の諸宗教の原典を確認して研究し、そこに大きな違いはないと感じた。ヴェーダを合理的・(西洋）近代的に解釈し、古代のウパニシャッドに純粋な一神教が説かれていると考えた。イスラム教、キリスト教、そしてウパニシャッドの中に真理があり、イエス自身に立ち戻ることで得られる純粋なキリスト教とインドの古代のヒンドゥー教には一致があり、そこに普遍性があると考え、多神教を退けた。現在のヒンドゥー教を歪められたものとし、古の純粋な姿に戻すことを目指した。なお、ローイは、インド思想の根底にある輪廻とカルマを信じていなかった。
ラルフ・ワルド・エマーソンの超越主義哲学は、ローイのネオ・ヴェーダーンタの影響を強く受けたといわれる。

## 社会改革
イギリスの植民地時代のインドは、国を一つにまとめ、イギリスをはじめとする西洋列強に対抗するためにも、様々な対立構造を超えて「インド」を統合し、国内外に「インド」「インド人」としての優れたアイデンティティを示すことが大きな課題であった。ローイやヴィヴェーカーナンダらヒンドゥー教改革運動、ネオ・ヴェーダーンタの担い手達は、インドを近代化すると共に伝統を復興し、近代化と伝統を「統合」し、さらには宗教運動と社会改革運動の「統合」を目指した。
ローイは、サティーの廃絶、未亡人の再婚の承認、一夫多妻制への反対を行った。特にサティー禁止への貢献で知られるが、兄が死んだときに、その妻がサティーで殉死したことに大きな衝撃を受けたと言われ、サティーの反対運動を繰り広げ、自らサティーが行われる現場に行ってやめるよう説得することもあった。反対運動は、イギリス総督を説得し1829年に禁止法が出されるまで続けられた。また、教育の必要性を感じ、インド人は西洋の諸科学を学ぶべきと考えてイギリス植民地庁のインド総督に手紙を書いて訴えた。1830年にはヒンドゥー教徒の少年のための無料の英語学校を創設した。
1822年にはベンガル語の週刊新聞『カウムティ』、ペルシャ語の週刊新聞『ミラト・ウル・アクバル』を発行し、1923年には新聞規制法に反対する運動を行った。1829年にはベンガル・ヘラルド紙と組んで、英語、ベンガル語、ペルシャ語、ナーグリー語の4語で新聞を発行している。

## 関連項目

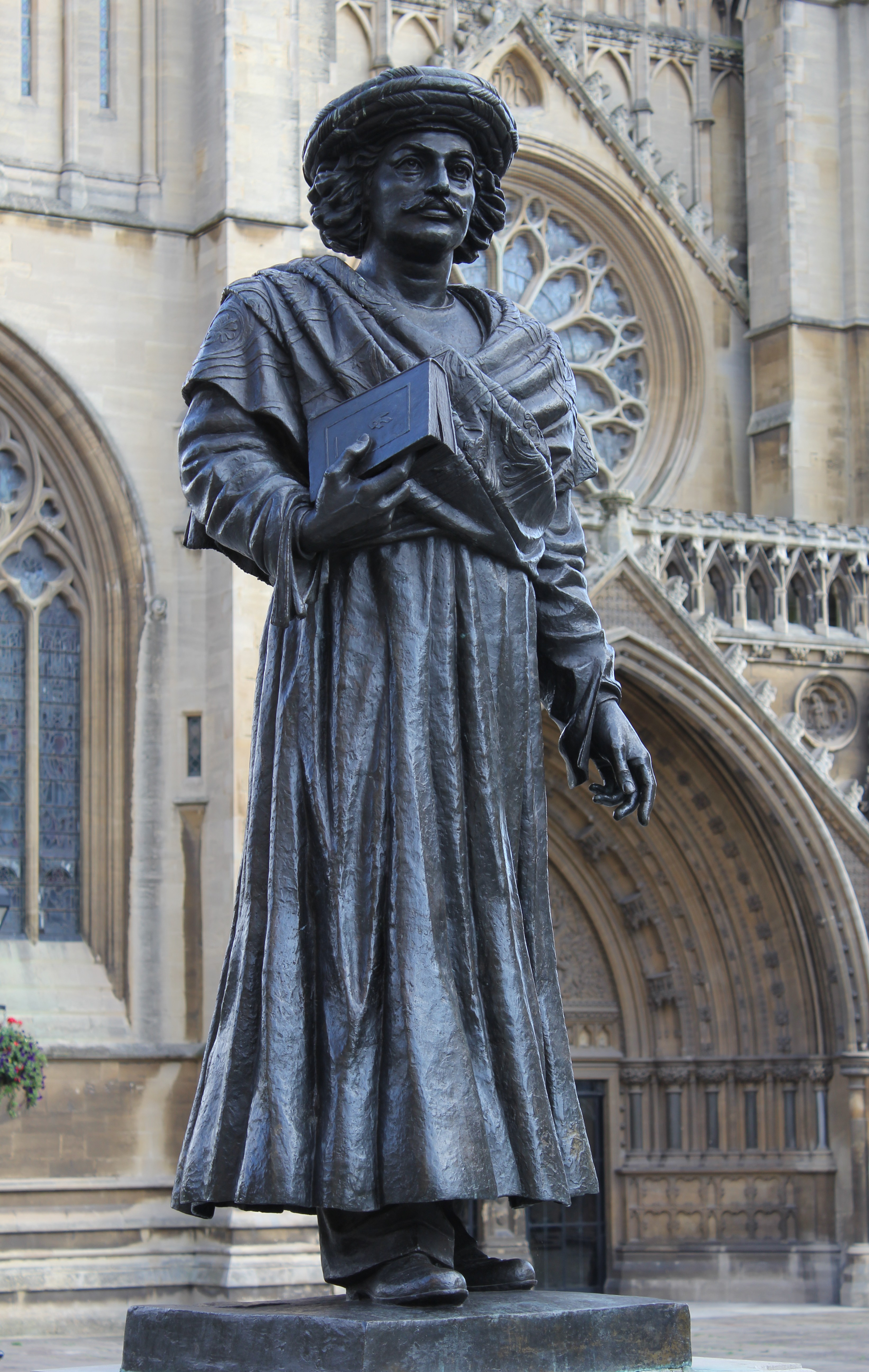
ラーム・モーハン・ローイの彫像（英国・ブリストル）
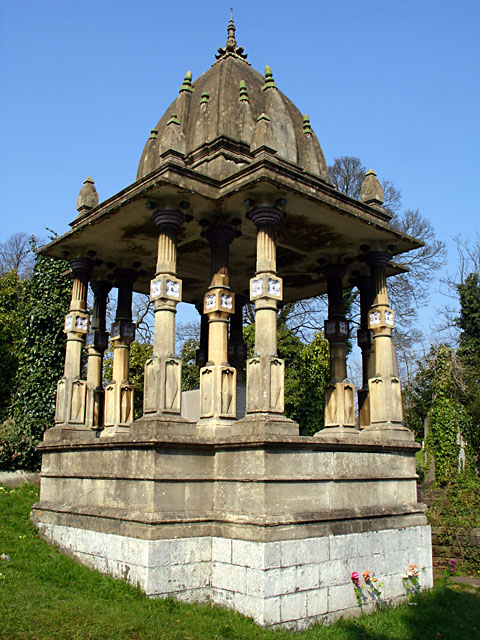
ラーム・モーハン・ローイの墓（ブリストル）
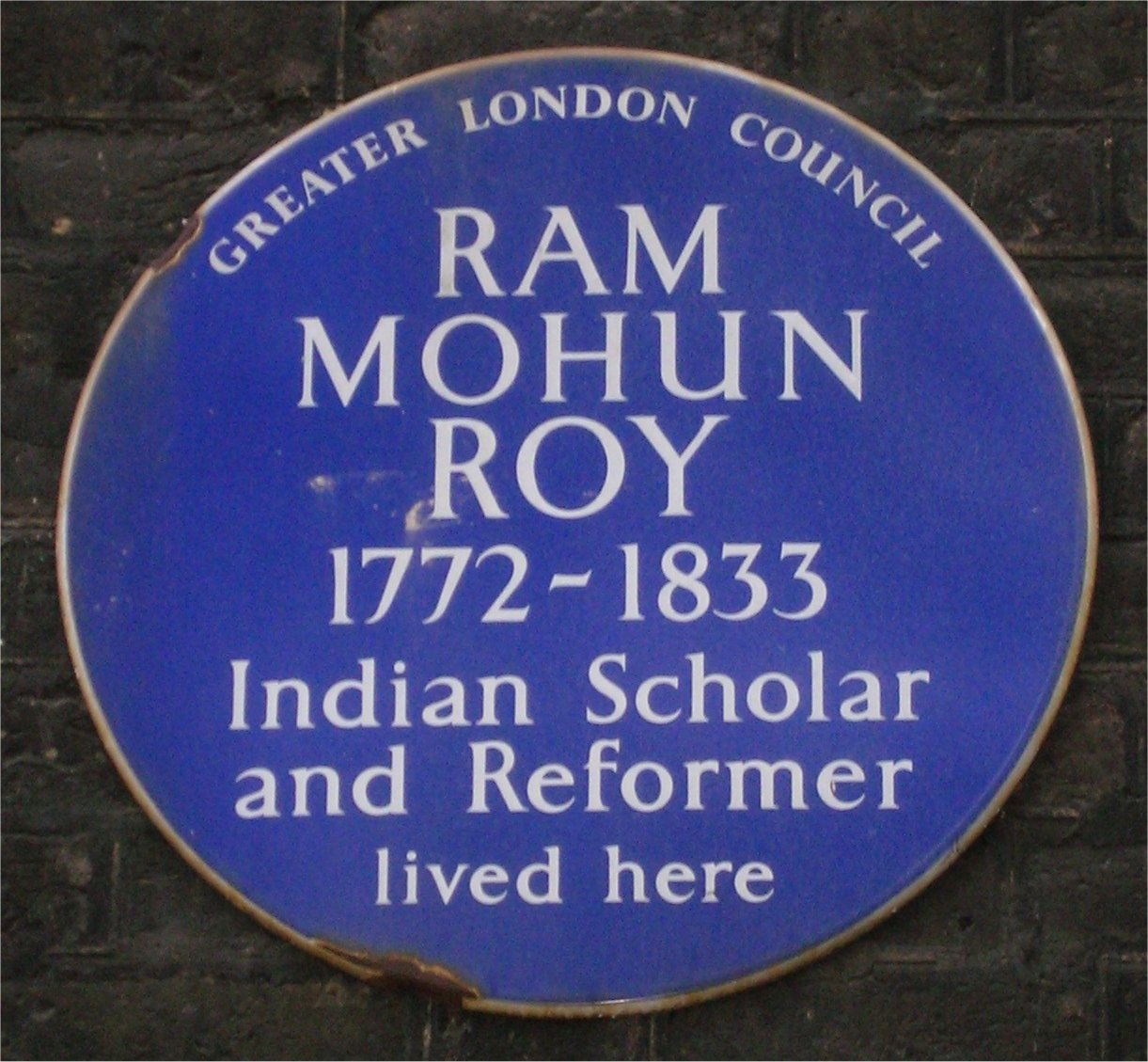
住居跡のブルー・プラーク（ロンドン・ベッドフォード通り）